# Flughafen Iglulik

i8
i11
i13
Der Flughafen Iglulik (englisch Igloolik Airport, IATA-Code: YGT, ICAO-Code: CYGT) befindet sich in Iglulik, Nunavut, Kanada und wird von der Regierung von Nunavut betrieben.
Canadian North und Keewatin Air nutzen gegenwärtig (2023) den Flugplatz.